# Baltiska ententen
Baltiska ententen skapades genom ett fördrag undertecknat mellan Litauen, Lettland och Estland den 12 september 1934 i Genève. Huvudmålet var utrikespolitiskt samarbete.